# ドラゴン☆オールスターズ
ドラゴン☆オールスターズは、富士見書房から発売されているレースを題材としたトレーディングカードゲームである。
富士見書房発売のライトノベルに加え、角川書店発売のライトノベルや漫画のキャラクター、およびドラゴン☆オールスターズオリジナルのキャラクターで構成されているキャラクターゲーム。トイズワークスから『カプセルワークスコレクション ドラゴン☆オールヒロインズ』として、カプセルフィギュアも発売。

## カード集

### ドラゴン☆オールスターズ
最初に発売されたシリーズ。

#### 基本セット
2003年9月発売。スターターとブースター。
雑誌通販やイベントで発売されたお試し版『プレビュー・スターター』セットは2003年7月発売。
原作スレイヤーズ、魔術士オーフェン、魔法戦士リウイ、フルメタル・パニック!、スクラップド・プリンセス、クロノクルセイド、まぶらほ、気象精霊記、ザ・サード

#### 竜王大戦
2004年3月発売。ブースター。
所属のルール追加。
原作スレイヤーズ、魔術士オーフェン、魔法戦士リウイ、フルメタル・パニック!、スクラップド・プリンセス、クロノクルセイド、まぶらほ、気象精霊記、ザ・サード、EME、伝説の勇者の伝説、風の大陸、ドラゴンハーフ、召喚教師リアルバウトハイスクール、クロスカディア、風の聖痕、かりん、ゼロイン、東京タブロイド

#### なつばけ
2004年7月発売。ブースター。
パワーカードのルール追加。
原作スレイヤーズ、魔術士オーフェン、魔法戦士リウイ、フルメタル・パニック!、スクラップド・プリンセス、クロノクルセイド、まぶらほ、気象精霊記、ザ・サード、EME、伝説の勇者の伝説、召喚教師リアルバウトハイスクール、クロスカディア、風の聖痕、かりん、ゼロイン、東京タブロイド、ハード・デイズ・ナイツ、ギャラクシーエンジェル、タクティカル・ジャッジメント、カオス レギオン、すぱすぱ、しずるさんシリーズ、ツバメしんどろ〜む

### ドラゴン☆オールスターズF
新カードセット。F は FORMULA の略で、ここでルールが変更された。

#### 基本セット
2004年12月発売。スターターとブースター。
原作スレイヤーズ、フルメタル・パニック!、まぶらほ、気象精霊記、EME、伝説の勇者の伝説、風の聖痕、ストレイト・ジャケット、BLACK BLOOD BROTHERS、GOSICK -ゴシック-、新世紀エヴァンゲリオン、ケロロ軍曹、成恵の世界、GIRLSブラボー、忘却の旋律、NHKにようこそ!

#### チアーズ!
2005年6月発売。ブースター。
フラッグカードのルール追加。
原作スレイヤーズ、フルメタル・パニック!、まぶらほ、気象精霊記、召喚教師リアルバウトハイスクール、ザ・サード、風の聖痕、かりん、東京タブロイド、ツバメしんどろ〜む、GOSICK、新世紀エヴァンゲリオン、ケロロ軍曹、成恵の世界、GIRLSブラボー、NHKにようこそ!、A君(17)の戦争、ご愁傷さま二ノ宮くん、神無月の巫女、ラグナロク、トリニティ・ブラッド、新ロードス島戦記、消閑の挑戦者、涼宮ハルヒシリーズ

#### めりくり
2005年11月発売。ブースター。
トラップ・カードのルール追加。
原作スレイヤーズ、フルメタル・パニック!、まぶらほ、気象精霊記、EME、伝説の勇者の伝説、風の聖痕、GOSICK、A君(17)の戦争、ご愁傷さま二ノ宮くん、かりん、すぱすぱ、新世紀エヴァンゲリオン、成恵の世界、NHKにようこそ!、ラグナロク、トリニティ・ブラッド、涼宮ハルヒシリーズ、ロスト・ユニバース、ソード・ワールド、ROOM NO.1301、仮面のメイドガイ、交響詩篇エウレカセブン、ムシウタ、ドラゴン☆オールスターズ

#### どらぱれ
2006年7月発売。ブースター。
ピット・デックのルール追加。
原作スレイヤーズ、フルメタル・パニック!、スクラップド・プリンセス、クロノクルセイド、まぶらほ、ザ・サード、EME、伝説の勇者の伝説、GOSICK、BLACK BLOOD BROTHERS、ご愁傷さま二ノ宮くん、ソード・ワールド、ROOM NO.1301、かりん、成恵の世界、NHKにようこそ!、ラグナロク、トリニティ・ブラッド、涼宮ハルヒシリーズ、ムシウタ、それゆけ! 宇宙戦艦ヤマモト・ヨーコ、さよならトロイメライ、召喚士マリア、食卓にビールを、殺×愛 -きるらぶ-、紅牙のルビーウルフ、七人の武器屋、Fate/stay night、デモンベイン、ドラゴン☆オールスターズ

#### 涼宮ハルヒの祭典
2006年12月発売。ブースター。初の単一作品集。新規カードは主にアニメ作品『涼宮ハルヒの憂鬱』から。
原作涼宮ハルヒシリーズ

### SPパック

#### フルメタSPパック
2005年11月発売。ブースター1パック。
通信販売、イベント会場でのみ。新規カードは主にアニメ作品『フルメタル・パニック』から。
原作フルメタル・パニック

## コミックアンソロジー
基本セット参加作品のコミックアンソロジー。

### ドラゴン☆オールスターズ 青版
2003年10月発行。7作中3作が原作のコミカライズ担当者。巻頭カラーでは参加作品である原作の紹介がされている。
作品（執筆者）表紙イラスト（菅沼栄治）、スレイヤーズ（伊藤勢）、魔術師オーフェン（沢田一）、魔法戦士リウイ（細雪純）、フルメタル・パニック（永井朋裕）、スクラップ・ド・プリンセス（二階堂ヒカル）、まぶらほ（阿倍野ちゃこ）、クロノクルセイド（ゆづか正成）

### まぶらほVSスレイヤーズ!? ドラゴン☆オールスターズ 激闘編
2004年4月発行。ゲームのコンセプトにそった漫画（ドラゴン☆オールスターズ往路編・復路編）が巻頭と巻末に掲載されている。
作品（執筆者）表紙イラスト（トミイ大塚）、口絵扉イラスト（菅沼栄治）、ドラゴン☆オールスターズ（ふるの無成/あまぎゆみかぜ）、スレイヤーズ（しまんだきよの）、魔術師オーフェン（霧賀ユキ）、魔法戦士リウイ（真田マサキ）、フルメタル・パニック（永井朋裕/藤島じゅん）、スクラップ・ド・プリンセス（綾瀬なおみ/すみ兵）、まぶらほ（阿倍野ちゃこ/綾瀬なおみ）、クロノクルセイド（しまんだきよの/霧賀ユキ/福山よし菜/山田ニョリコ）